# Krusty Gets Busted
«Krusty Gets Busted» (укр. «Красті спіймали на гарячому») — дванадцята серія першого сезону мультсеріалу «Сімпсони», прем'єра якої відбулась 29 квітня 1990 року у США на телеканалі «Fox».

## Сюжет
Мардж просить Гомера забрати морозиво в «Квікі-Март» дорогою з роботи додому. Гомер погоджується, і в Kwik-E-Mart він бачить людину, схожу на клоуна Красті, яка вчиняє пограбування. Після того як Гомер впізнає Красті в лавах поліції, останнього заарештовують і засуджують, на велике горе Барта. Скориставшись обуренням громадськості злочинним поворотом Красті, Апу починає продавати кулемет, який «відлякує клоунів», а отець Лавджой влаштовує багаття, яке жителі Спрінгфілда використовують, щоб знищити товари Красті. За відсутності Красті новим ведучим його шоу стає його колега Другий Номер Боб, перейменувавши його на The Side-Show Bob Cavalcade of Whimsy, яке зосереджується на освіті та класичній літературі, хоча і зберігши «Шоу Чуха та Свярблячки». Відмовляючись визнати, що його кумир міг скоїти злочин, Барт заручається допомогою Ліси, щоб довести невинність Красті.
На місці злочину Барт і Ліса згадують, що грабіжник читав журнал і використовував мікрохвильову піч, чого не міг зробити Красті, оскільки він неграмотний і має штучний кардіостимулятор, який вимагає від нього уникати мікрохвильового випромінювання. Коли Барт, Ліса та Меґґі відвідують Другого Номера Боба, щоб дізнатися, чи є у Красті вороги, він дарує їм квитки на своє шоу. Під час прямого етеру Барта запрошують на сцену з Бобом, який відкидає думки Барта про мікрохвильову піч і журнал. Коли Боб каже, що в нього «великі черевики», Барт згадує, як Гомер наступив на ногу грабіжника під час його пограбування, що змусило його відреагувати на біль. Незважаючи на те, що він взутий у туфлі клоуна, Красті має маленькі стопи, і не відчув би, як Гомер на них наступає. Барт приходить до висновку, що винуватцем є Другий Номер Боб, оскільки він мав найбільшу користь від падіння Красті, а його великі ноги буквально заповнюють його власне взуття. Щоб довести це глядачам, Барт б'є одного з них молотком і показує їхній розмір, коли Боб реагує від болю.
Під час перегляду шоу поліція розуміє, що не помітила цих доказів, і прямує до студії, щоб заарештувати Боба, який зізнається, що підставив Красті через розчарування, що він став жертвою принизливих приколів клоуна, і вважав, що його справжні таланти були витрачено на його шоу. Тепер, звільнений після виправдання, Красті повертає довіру жителів міста, включно з шефом Віґґама, який просить вибачення за помилковий арешт Красті, і Гомера, який просить вибачення за те, що його неправильно ідентифікував, він дякує Барту за допомогу. Барт вішає фотографію, на якій він потискає руку Красті у своїй спальні, яка знову наповнена декором і товарами Красті.

## Виробництво
Режисер Бред Берд хотів розпочати епізод з крупного плану обличчя Красті. Творчій команді сподобалася ідея, і він тоді запропонував, щоб усі три акти епізоду, визначені розміщенням рекламних пауз, мали починатися з великого плану. Перша дія починається з обличчя Красті, який представляє глядачам на своєму шоу, друга дія починається з обличчя Красті, якого закривають за ґрати, а третя дія починається з обличчя Другого Номера Боба на великому плакаті. Персонаж Красті заснований на телевізійному клоуні з Портленда, штат Орегон, на ім'я Расті Нейлз, за яким творець Сімпсонів Метт Ґрюйнінґ спостерігав, коли ріс у Портленді. Оригінальна телеп'єса, написана Джеєм Когеном і Воллесом Володарскі, мала 78 сторінок і багато сцен довелося вирізати. Однією зі сцен, яку довелося скоротити, була сцена, де Патті та Сельма показують слайд-шоу своєї відпустки; спочатку він містив зображення їх затриманих за ввезення героїну до Америки.
«Krusty Gets Busted» — це друга поява Другого Номера Боба в «Сімпсонах», але це його перша велика поява. Вперше він з'явився як другорядний персонаж в епізоді першого сезону «The Telltale Head». У такому вигляді його дизайн був простішим, а волосся круглим. Однак ближче до кінця епізоду він з'являється зі своєю більш знайомою зачіскою. Дизайн Боба був оновлений для «Krusty Gets Busted», а аніматори намагалися переробити його сцени в «The Telltale Head» з редизайном, але не вистачило часу. У сценарії «Krusty Gets Busted» передбачалося, що Джеймс Ерл Джонс озвучить Боба, але продюсери замість цього використали Келсі Греммера, учасника акторського складу «Cheers» у той час. Греммер заснував голос Боба на голосі театрального режисера Елліса Ребба. У цьому епізоді Кент Брокман, суддя Снайдер і Скотт Крістіан вперше з'являються в «Сімпсонах».

## Цікаві факти та культурні відсилання
- В цій серії відбувається перша поява Кента Брокмана.
- Наказ шефа Віґґама під час шикування підозрюваних «надіслати клоунів» є натяком на пісню Стівена Сондхейма «Send in the Clowns» з мюзиклу 1973 року «Маленька нічна музика».
- Мюзикл «Зондхайм» отримав свою назву від «Серенади № 13» Моцарта для струнних соль мажор «Маленької нічної серенади», яка є музичною темою для шоу Другого Номера Боба.
- Знімок обличчя Красті за ґратами на початку другої дії є відсиланням до мотиву фінального титру британського телесеріалу «В'язень» 1960-х років.
- Фонова музика в цій сцені в одному місці нагадує тему телесеріалу «Місія нездійсненна».
- Другий Номер Боб читає глядачам «Людину в залізній масці» Александра Дюма.
- Пісня «Ev'ry Time We Say Goodbye» Коула Портера представлена в епізоді.